# Toko nosaty
Toko nosaty (Lophoceros nasutus) – gatunek średniej wielkości ptaka z rodziny dzioborożców (Bucerotidae). Zamieszkuje Afrykę Subsaharyjską oraz południowo-zachodnią część Półwyspu Arabskiego. Nie jest zagrożony wyginięciem. 

## Systematyka
Takson ten jest blisko spokrewniony z toko płowym (L. pallidirostris). Oba te gatunki często umieszczano w rodzaju Tockus. Obecnie wyróżnia się dwa podgatunki: L. n. nasutus i L. n. epirhinus. Opisano jeszcze podgatunki forskalii i dorsalis, ale nie są one uznawane jako zbyt mało odróżniające się od reszty populacji.

## Morfologia

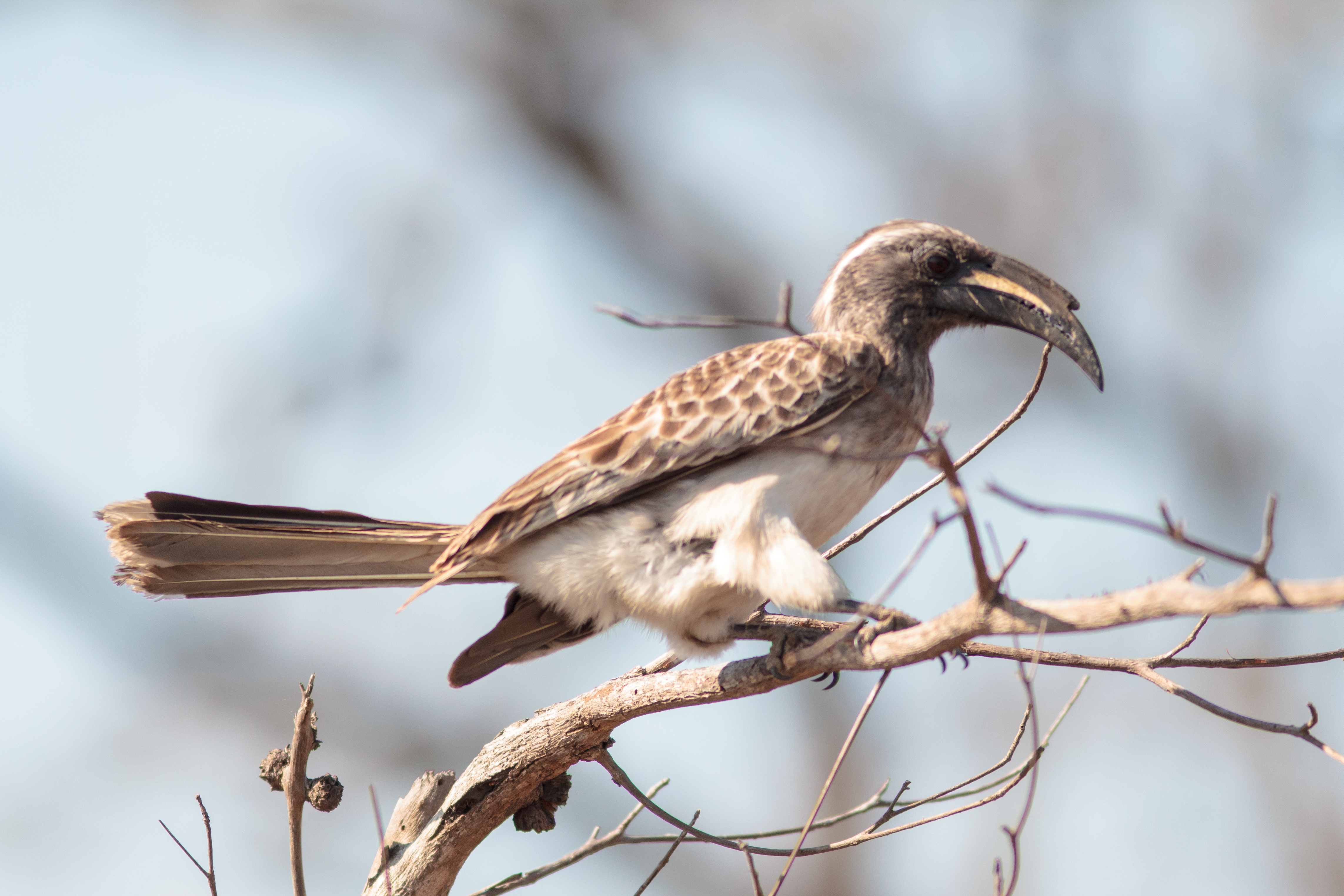
Afrykański samiec L. n. epirhinus

Ptak ten osiąga długość ciała 45–51 cm, waży 160–260 g.
Samice są mniejsze i lżejsze od samców. Ptak ma w większości szaro-brązowe upierzenie. Głowa i szyja ciemnoszare oprócz białego pasa ciągnącego się od okolic oka po kark. Grzbiet ciała jasnobrązowy z białym paskiem przez środek. Sterówki czarniawobrązowe z białymi końcówkami, oprócz środkowej pary. Lotki w kolorze okopconego brązu z białawymi końcówkami i zewnętrznymi krawędziami. Pokrywy skrzydłowe ciemnobrązowe z białawymi obrzeżeniami. Biały spód ciała z lekko brązowym odcieniem, zwłaszcza w górnej części piersi. Oczy czerwonobrązowe, nogi i stopy w kolorze okopconego brązu. Naga skóra na gardle u samca ciemnoszara, u samicy bladozielona. U samca dziób jest czarny z białą plamą u nasady szczęki (tzn. górnej części dzioba) oraz białymi paskami w poprzek żuchwy (dolnej części dzioba). U samicy dziób jest ciemnoczerwony, ale tylna część szczęki jasnożółta, tego samego koloru są też paski biegnące w poprzek żuchwy. Na szczęce występuje narośl nazywana też kaskiem, u samicy jest ona krótsza i występuje jedynie na tylnej połowie dzioba (tzn. od strony nasady dzioba). U samca podgatunku nominatywnego narośl ta jest mniejsza, u samca L. n. epirhinus większa, z krótkim wcięciem na końcu. Osobniki młodociane są jednolicie ciemnoszare. L. n. epirhinus jest nieco mniejszy.

## Zasięg występowania
Toko nosaty zamieszkuje w zależności od podgatunku:
- L. n. nasutus – od Senegalu i Gambii po Etiopię, środkową Kenię oraz południowo-zachodnią część Półwyspu Arabskiego. Występuje też na Florydzie; najprawdopodobniej jest tam uciekinierem z niewoli lub został specjalnie wypuszczony[8].
- L. n. epirhinus – południowa Uganda i południowa Kenia po środkową Namibię i północną RPA[8].

## Ekologia i zachowanie
Toko nosaty występuje na sawannach oraz w otwartych lasach i zadrzewieniach, niekiedy spotyka się go w ogrodach z drzewami czy na plantacjach. Ptaki te są bardzo hałaśliwe i terytorialne. Często przesiaduje blisko innych zwierząt np. wśród żyraf sawannowych, gnu lub małp, które wypłaszają z trawy ulubiony pokarm toko.
Swoje gniazda buduje zwykle w naturalnych dziuplach w pniach lub gałęziach drzew, sporadycznie w szczelinach skalnych, dziuplach wąsali lub w skrzynkach lęgowych. Podobnie jak u innych dzioborożców w okresie lęgowym para zakleja gliną i śliną oraz kałem otwór w dziupli. Samica składa 2–5 białych jaj w odstępie 1–7 dni, łącznie zniesienie wszystkich jaj zajmuje jej 6–10 dni. Samica wysiaduje przez około 24 dni, samiec w tym czasie karmi ją przez niewielki otwór w barierze. Pisklęta pozostają w gnieździe przez 43–49 dni, ale gdy najstarsze z piskląt ma 19–34 dni, samica rozbija barierę i opuszcza gniazdo, pisklęta zaś same znów zamurowują barierę (niektóre źródła podają, że zamurowuje je samica). Odtąd karmieniem zajmują się oboje rodzice. Kiedy młode są zdolne do lotu, rozkuwają barierę. Przyłączają się do rodziców i razem z nimi wędrują w poszukiwaniu pożywienia, a kilka tygodni później stają się w pełni niezależne.
Toko nosaty odżywia się jaszczurkami, dżdżownicami, pszczołami (którym usuwa żądło przed zjedzeniem) i innymi owadami oraz nasionami. Chętnie zjada także pisklęta wikłaczy, rzekotkowate, twarde owoce, w tym figi i orzeszki ziemne, a także gryzonie czy pajęczaki. Żeruje głównie na drzewach i krzewach, niekiedy poszukuje pożywienia podskakując na ziemi lub łapie w locie. Kiedy brakuje pokarmu, potrafi latać na duże odległości. Jest to dość szybki ptak osiągający prędkość 30 km/h, głęboko uderzając skrzydłami. Ponadto potrafi czynić manewry i skręty dzięki swoim długim sterówkom.

## Status
W Czerwonej księdze gatunków zagrożonych Międzynarodowej Unii Ochrony Przyrody toko nosaty klasyfikowany jest jako gatunek najmniejszej troski (LC – Least Concern) nieprzerwanie od 1988 roku. Liczebność światowej populacji nie została oszacowana, ale ptak ten opisywany jest jako szeroko rozpowszechniony i pospolity. Globalny trend liczebności populacji uznawany jest za stabilny.

## Hodowla
Toko nosaty jest hodowany tylko w jednym polskim zoo – we Wrocławiu, gdzie można go spotkać w Afrykarium. Początkowo, zanim zostały oswojone, ptaki ze stresu często pukały i uderzały w szybę, próbując się uwolnić. Są karmione jabłkiem i mięsem drobiowym oraz innymi pokarmami. 